# Coronistomus impossibilis
Coronistomus impossibilis este singura specie din genul Coronistomus, parte din familia de rotifere Coronistomidae, descrisă pentru prima dată în 2021. Specia, genul și famlia au fost toate descrise în același timp.